# Lower Redwater Lake
Lower Redwater Lake är en sjö i Kanada.   Den ligger i Nipissing District och provinsen Ontario, i den sydöstra delen av landet, 300 km nordväst om huvudstaden Ottawa. Lower Redwater Lake ligger 304 meter över havet. Arean är 0,50 kvadratkilometer. Den ligger vid sjön Upper Redwater Lake. Den sträcker sig 1,9 kilometer i nord-sydlig riktning, och 0,9 kilometer i öst-västlig riktning.
I omgivningarna runt Lower Redwater Lake växer i huvudsak blandskog. Trakten runt Lower Redwater Lake är nära nog obefolkad, med mindre än två invånare per kvadratkilometer.